# مبارك أباد (إستبهان)
مبارك أباد (بالفارسية: مبارک‌آباد) هي قرية تقع في منطقة رونيز في إيران. يقدر عدد سكانها بـ 912 نسمة .